# Semane
Semane is een dorp in het district Southern in Botswana. De plaats telt 549 inwoners (2011).